# Mexichromis trilineata
Mexichromis trilineata (Adams & Reeve, 1850) è un mollusco nudibranchio della famiglia Chromodorididae.
Il nome deriva dal latino trilineatus, cioè con tre linee, per via delle strisce sul mantello.

## Biologia
Si nutre di spugne del genere Dysidea (Dysideidae).